# Struthiolariidae
Famille
Les Struthiolariidae sont une famille de mollusques gastéropodes marins de l'ordre des Littorinimorpha.

## Liste des genres
Selon World Register of Marine Species (18 septembre 2020) :
- genre Conchothyra Hutton, 1877
- genre Monalaria Marwick, 1924 †
- genre Pelicaria Gray, 1857
- genre Perissodonta Martens, 1878
- genre Struthiolaria Lamarck, 1816
- genre Tylospira Harris, 1897